# Ђорге Иванов
Ђорге Иванов (мкд. Ѓорге Иванов; Валандово, 2. мај 1960) је македонски доктор правних наука, професор Правног факултета у Скопљу, као и бивши председник Републике Северне Македоније. За председника је изабран на председничким изборима априла 2009. уз подршку странке ВМРО-ДПМНЕ. На положај председника Македоније ступио је 12. маја 2009. године и остао на тој функцији пуна два мандата до 12. маја 2019. године.

## Биографија
Основну и средњу школу је завршио у родном Валандову. До 1990. је био активиста Савеза социјалистичке омладине Југославије.
Године 1995. је изабран за асистента на Правном факултету у Скопљу, а 1998. за доцента на предметима политичке теорије и политичка филозофија. Следеће године је изабран за гостујућег професора на постдипломским студијама за југоисточну Европу на Универзитету у Атини. Од 2000. године је члан Савета директора за европске постдипломске студије за демократију и људска права на Универзитету у Болоњи и координатор на курсу за демократију, која се изводи на Универзитету у Сарајеву. Од 2001. године је руководитељ на политичким студијама при Правном факултету у Скопљу. Године 2002. је изабран за ванредног професора, а 2008. је избран за редовног професора. Од 2004. до 2008. био је продекан Правног факултета, а од 2008. године је председник Одбора за акредитација високог образовања Северне Македоније.
Ђорге Иванов је био председнички кандидат конзервативне партије ВМРО-ДПМНЕ на председничким изборима 2009. у Македонији, који су се одржали 22. март 2009. Иако је предложен за кандидата од владајуће партије ВМРО-ДПМНЕ, он није члан партије.

## Приватни живот
Његова супруга је Маја Иванова са којом има сина Ивана.